# Montesol
|  | Aquest article tracta sobre l'autor i pintor. Si cerqueu la urbanització de l'Eliana, vegeu «Mont-i-sol». |

Montesol   (Barcelona, 1 de desembre de 1952) pseudònim de Francisco Javier Ballester Guillén és un autor de còmic i pintor català. Fou un dels protagonistes de l'anomenada moguda barcelonina, l'època del còmic underground dels anys 1970 i 1980 a Barcelona.

## Biografia

### El còmic (1972-1989)
El 1972 va abandonar els seus estudis de ciències econòmiques, per dedicar-se a dibuixar còmics. És l'època en la qual coneix a altres membres de l'anomenada moguda underground barcelonina, com Pau Maragall, Nazario, Mariscal, Max o Onliyú, entre d'altres.
El 1974 va fundar amb Juan José Fernández Ribera la revista Star. Va formar part del col·lectiu El Rrollo enmascarado i va col·laborar en revistes de còmic editades a Barcelona com El Víbora, Cairo o Makoki.
El 1985 el grup Kortatu va grabar la cançó Don Vito y la revuelta en el frenopático, inspirada en el personatge de Don Vito, creat per Montesol.

### La pintura (1989-present)
El 1989 Montesol va abandonar el còmic, dedicant-se a la pintura, i va començar a col·laborar amb el diari espanyol ABC. Tres anys més tard es va mudar a Vigneux-de-Bretagne i no va retornar a l'estat espanyol fins al 1999, any en el qual es va mudar a Villanueva de la Cañada.
El 2012 va retornar al món del còmic després de 20 anys de pausa, amb la novel·la gràfica Speak Low.

## Premis
- 1987 - Premi Haxtur a la "millor historieta curta" per Barcelona 1992 al Saló Internacional del Còmic del Principat d'Astúries, Gijón.
- 1999 - Premi Max per l'escenografia de Guys and Dolls (amb Llorenç Corbell).

## Obra
| Any       | Títol                    | Guionista       | Tipus                     | Publicació               |
| --------- | ------------------------ | --------------- | ------------------------- | ------------------------ |
| 1974      | Martín Montesol          |                 | Sèrie                     | Star                     |
| 1974      | Diploma d'Honor          |                 | Monografia col·lectiva    | Coautoedició             |
| 1975      | Purita                   |                 | Monografia col·lectiva    | Mandrágora               |
| 1976      | Nasti de Plasti          |                 | Monografia col·lectiva    | Mandrágora               |
| 1980      | Las aventuras de Marcelo |                 | Sèrie                     | Bésame Mucho             |
| 1980      | Don Vito                 | Montesol        | Sèrie                     | El Víbora, Makoki (1982) |
| 1981      | La noche de siempre      | Ramón de España | Sèrie                     | Bésame Mucho nr. 7       |
| 1981      | Destino Gris             | Montesol        | Sèrie dibuixada per Roger | Cairo                    |
| 1982-1983 | Fin de semana            | Ramón de España | Sèrie                     | Cairo nr. 8 al 14        |
| 05/2012   | Speak Low                | Montesol        | Novel·la gràfica          | Sins Entido              |